# Udo Pastörs
Udo Michael Wilhelm Pastörs (* 24. srpna 1952 Wegberg) je německý politik a bývalý předseda ultrapravicové Národně demokratické strany Německa (NPD).

## Život
Poté, co se vyučil hodinářem, odešel na čtyři roky k oddílu Luftwaffe Bundeswehru. Po odchodu z vojenské služby dokončil Vyšší odbornou školu, a stal se tak mistrem ve svém oboru. Jeden rok po studiu se živil jako obchodník se zlatem. Po přestěhování do Meklenburska-Předního Pomořanska se zde politicky angažoval. Ve městě Lübtheenu provozoval obchod se šperky a hodinkami.
Je ženatý, má jednu dceru.

## Politická kariéra
Podle svého vyjádření se nejprve angažoval v pravicově smýšlejících kruzích CSU. V roce 2000 se stal členem strany NPD, aktivní byl především v Ludwigslustu. Zpočátku se držel spíše v pozadí a proškoloval nové členy strany nebo působil jako referent stranických událostí.
V roce 2005 se stal poslancem v zemském sněmu Meklenburska-Předního Pomořanska a následující rok byl zvolen za předsedu zemské organizace (ve volbě neměl protikandidáta). V roce 2009 i 2014 porazil v předsednických volbách této spolkové země předsedu NPD v letech 1996-2011 Uda Voigta a v roce 2011 se mu jako lídrovi kandidátky podařilo obhájit poslanecký mandát.
V prosinci 2013 zastával po odchodu Holgera Apfela z čela strany post komisaře předsednictva a začátkem roku 2014 byl definitivně zvolen novým předsedou strany. Pod jeho vedením dosáhla strana úspěchu ve volbách do europarlamentu, když se jí díky zrušení 3% hranice pro zvolení strany podařilo vyslat do Štrasburku Uda Voigta (sám těsně prohrál v hlasování o lídra kandidátky).
Udo Pastörs proslul svými extremistickými výroky, za které byl již několikrát v Německu sankcionován.[zdroj⁠?!]